# Hyères
Hyères – miejscowość i gmina we Francji, w regionie Prowansja-Alpy-Lazurowe Wybrzeże, w departamencie Var. Jest najbardziej na południe wysuniętym miastem na Lazurowym Wybrzeżu i równocześnie najstarszym ośrodkiem wypoczynkowym.
Według danych na rok 1990 gminę zamieszkiwały 48 043 osoby, a gęstość zaludnienia wynosiła 363 osoby/km² (wśród 963 gmin regionu Prowansja-Alpy-W. Lazurowe Hyères plasuje się na 10. miejscu pod względem liczby ludności, natomiast pod względem powierzchni na miejscu 15.).
3 kilometry na południowy wschód od miejscowości znajduje się Port lotniczy Tulon-Hyères.
W miejscowości pochowano m.in. Kamila Mochnackiego. Tutaj też udał się z małżonką w podróż poślubną polski poeta romantyczny, Józef Bohdan Zaleski (na przełomie lat 1846/1847).

## Zabytki
- Willa Noailles zbudowana w latach 20. XX wieku, w której spotykali się awangardowi artyści tacy jak Picasso, Dali, Giacometti i Man Ray[3].

## Współpraca
Miejscowości partnerskie:
- Koekelberg, Belgia
- Rottweil, Niemcy